# Санькин Аил
Санькин Аил — село в Турочакском муниципальном районе Республики Алтай России. Входит в состав Тондошенского сельского поселения.

## География
Расположено на севере Республики Алтай, в горнотаёжной зоне, возле р. Бия. Высота над уровнем моря — 344 м.
Уличная сеть состоит из шести географических объектов: ул. Боровая, ул. Заречная, ул. Новая, ул. Сосновая, ул. Трактовая, ул. Центральная.

## Население
| 2010 | 2011 | 2012 | 2013 | 2014 | 2015 | 2016 |
| ---- | ---- | ---- | ---- | ---- | ---- | ---- |
| 102  | →102 | ↘101 | ↗105 | ↗116 | ↗121 | ↘115 |

## Инфраструктура
В населённом пункте есть начальная школа, фельдшерско-акушерский пункт, библиотека.
экономика
Местное население занимается охотой, рыболовством, собиранием ягод, грибов и лекарственных трав.

## Транспорт
Через село проходит дорога Бийск — Артыбаш.